# Bečići
Bečići (cyr. Бечићи) – miasto w Czarnogórze, w gminie Budva. W 2011 roku liczyło 895 mieszkańców.
Dojazd z sąsiedniej Budvy zapewnia turystyczną kolejką drogową. W mieście znajduje się długa na prawie 2 km plaża.